# Baphia spathacea
Baphia spathacea är en ärtväxtart som beskrevs av Joseph Dalton Hooker. Baphia spathacea ingår i släktet Baphia och familjen ärtväxter.

## Underarter
Arten delas in i följande underarter:
- B. s. polyantha
- B. s. spathacea